# Józef Przyborowski
Józef Tomasz Przyborowski (ur. 7 marca 1823 w Gałęzewie, zm. 13 maja 1896 w Warszawie) – polski filolog, archiwista, bibliotekarz, numizmatyk i archeolog. Profesor Szkoły Głównej Warszawskiej.

## Życiorys
Był synem burgrabiego grodzkiego w Przedeczu Kazimierza Przyborowskiego oraz Marcjanny z domu Waliszewskiej. W 1843 roku ukończył gimnazjum w Trzemesznie. Był także absolwentem studiów filologicznych we Wrocławiu, gdzie działał w Towarzystwie Literacko-Słowiańskim. Uczył łaciny, greki i języka polskiego: w latach 1852–1854 w gimnazjum w Trzemesznie, a w latach 1854–1863 w poznańskim gimnazjum Marii Magdaleny. W Poznaniu pełnił również w latach 1857–1863 obowiązki archiwisty akt dawnych. Dysponując bogatym źródłem materiałów, publikował studia z dziedziny literatury, historii i numizmatyki w „Tygodniku Poznańskim”, „Ateneum” i „Bibliotece Warszawskiej”.
W 1862 w Szkole Głównej został profesorem języka polskiego i historii literatury polskiej i był w niej do 1869 wykładowcą oraz naczelnym bibliotekarzem Biblioteki Głównej. W latach 1871–1887 był lektorem języka niemieckiego po przekształceniu uczelni w uniwersytet rosyjski. W Bibliotece Zamoyskich był bibliotekarzem od 1872 do końca życia. Redagował w latach 1874–1882 „Wiadomości Archeologiczne”, a razem z Janem Aleksandrem Karłowiczem oraz Adamem Antonim Kryńskim zainicjował redagowanie Słownika języka polskiego.
Głównie poświęcał się studiom archeologicznym i językowym. W Poznaniu w 1861 wydał rozprawę z dziedziny gramatyki historii Vetustissima adiectivorum linquae polonae declinatio, monumentis ineditis illustrata. Współredaktor jubileuszowego wydania Dzieł wszystkich Jana Kochanowskiego w tomach 1-3, a wydanego w latach 1884–1886 oraz autor książki Wiadomości o życiu i pismach J. Kochanowskiego wydanego w Poznaniu w 1857. Był autorem publikacji o literaturze staropolskiej. Badał osady wydmowe, a także opisał krzemienne grociki igiełkowe.
Żonaty z Marianną Scholz od roku 1853.